# Sendvičová generace
Sendvičová generace je označení pro generaci lidí středního věku, kteří se současně starají o své nesamostatné děti a o své staré rodiče. Termín se začal používat zejména v USA v posledních dvaceti letech. V dnešní době se používá především kvůli svému původu v demografických trendech, které se týkají zvláště rozvinutých zemí, ve kterých již došlo k demografické revoluci.

## Faktory ovlivňující vznik tohoto fenoménu
K této situaci dochází především vlivem tří faktorů, které úzce souvisí s moderní dobou.
1. Prvním faktorem je, že lidé se dožívají vyššího věku. Senioři jsou více závislí na svých dětech, jelikož je ve vysokém věku často trápí nemoci. Jejich důchodové období je mnohem delší a vyžaduje proto větší podporu svých dětí, ať už finanční nebo psychickou.
2. Druhý faktor spočívá v odkládání založení rodiny. V roce 2012 dosáhl v České republice průměrný věk matky při porodu 29,8 roku.[2] V důsledku toho mají lidé děti v době, kdy už jsou rodiče těchto lidí v pokročilém věku, a nastává situace, kdy pracují a musí se ještě starat o obě generace. To jde velmi obtížně skloubit. Tím se vytváří tzv. sendvič, kdy jsou rodiče sevřeni mezi svými dětmi a rodiči. Důležité je zmínit, že v dnešní době se péče o dítě často prodlužuje a to kvůli dnešnímu životnímu stylu, protože vysoké procento „dětí“ navštěvuje vysoké školy a trvá déle, než se osamostatní.
3. Třetí faktor je nízká porodnost. To znamená, že je stále méně dospělých, kteří by se o seniory starali. Je velmi pravděpodobné, že v budoucnosti se manželé budou muset starat o více rodičů než dětí. Toto uspořádání bylo viditelné již v historii, kdy tři generace často žily dohromady a starala se o ně žena, která byla v domácnosti. Dnes ovšem platí, že většina žen pracuje.

## Sendvičová rodina jako životní styl
Sendvičová rodina jako životní styl může mít mnoho kariérních důsledků: přizpůsobení pracovní doby, odmítnutí pracovní nabídky nebo snížení platu. Toto uspořádání může mít i vliv na psychiku a zdravotní stav. Péče o seniory může být také pro rodinu značným finančním břemenem. Rodiny jsou často nuceny omezovat své sociální aktivity a dovolené. Výzkumy v USA zjistily, že 64% manželů starající se o své rodiče i děti popsalo svoji finanční situaci jako negativní. Lidé středního věku se tak sami mohou začít obávat období vlastního důchodu a snaží se lépe sociálně zabezpečit. Na druhou stranu může je zde i jistý pozitivní efekt: posílení vztahu se seniory, pocit odměnění nebo vrácení toho, co jim rodiče v mládí dali.
Péče o druhé je náročná. Nese s sebou omezení a nároky nejen na pečujícího, ale na celou rodinu. Ať už se jedná o bydlení, finance, časovou, psychickou a fyzickou zátěž, obtíže spojené s poskytováním zdravotní péče apod. Je důležité, aby na to pečující nebyli sami, mohl je někdo zastoupit a odlehčit jim. Aby si řekli o pomoc rodině a známým a ti, aby je vyslyšeli a pomohli. Rovněž potřebují, aby fungovaly sociální služby, aby bylo dostatek odlehčovacích a terénních služeb, které budou mít volnou kapacitu. Sendvičová generace také potřebuje přístup k důležitým informacím.  Musí také vědět, jaká péče je vhodná a jak ji správně poskytovat. Domácí prostředí musí mimo jiné splňovat vhodné podmínky pro péči (samostatným tématem je například bezbariérovost). Důležitým faktorem je rovněž dostatečná velikost bydlení.

## Situace v České republice
V České republice začíná být fenomén sendvičové generace čím dál patrnější. Situace je zde obdobná jako ve zbytku světa. Sendvičová generace se zde týká lidí různých věků – nejčastěji od 30 do 60. Jejich potřeby jsou přehlíženy zaměstnavateli i státem. Nejsou jim poskytovány flexibilní formy práce a výhody, které by zohlednily jejich situaci.
Výzkumy a studie zabývající se sendvičovou generací anebo problematikou pečujících jako takovou, hovoří především o ženách. V českém prostředí bylo ve výzkumech zjištěno, že tzv. primárními pečovatelkami bývají ženy v 75–80 % případů. Jak studie ukazují, pečující se mohou sami potýkat se zdravotními problémy, které pramení z péče o seniory. Časté jsou problémy se zády, které vznikají fyzickou manipulací s nemohoucím. Pečující mohou trpět také psychickými potížemi, které zapříčiňuje především stres a psychické vypětí. To se objevuje hlavně u těch, kteří dlouhodobě a sami pečují o své blízké, přičemž nemají možnost, aby je někdo vystřídal a odlehčil jim. Hrozí zde riziko vyhoření. Neméně závažnými problémy, se kterými se pečující potýkají, jsou únava, vyčerpání, osamělost anebo izolovanost od okolního světa. Výzkumy také upozorňují na finanční obtíže. Ty se nejvíce dotýkají žen ve středním věku, které kvůli péči opustí své zaměstnání. Nejenže tak ztrácí současný zdroj příjmu, ale následky se promítají i do výše jejich starobního důchodu.
Projekt Centra pro rodinu a sociální péči v Brně „Sendvičová generace – neuchopený fenomén dnešní doby“ upozornil na to, že pečující jsou dlouhodobě vyčerpaní, unavení, ve stresu a nemají čas pro sebe, své koníčky, odpočinek anebo společenský život. Jenže jak se dále ukázalo, je to právě čas pro sebe, který jim pomáhá snižovat stres, dobíjet energii a cítit se zkrátka lépe.